# Gregory Joseph Kessenich
Gregory Joseph Kessenich (verkürzt: Gregory J. Kessenich; * 13. April 1896 in Madison (Wisconsin); † 19. November 1958 in Sanford (Florida)) war ein US-amerikanischer Erfinder. Kessenich ist bekannt für sein Patent auf die Munition der Panzerabwehrwaffe Bazooka.
Kessenich absolvierte die University of Wisconsin–Madison sowie ein Studium der Rechtswissenschaften an der Georgetown University. Während des Ersten Weltkriegs diente Kessenich in der United States Army; ab 1916 zuerst an der mexikanischen Grenze, später in Frankreich. Im Jahre 1923 wurde er als zivilbeschäftigter technischer Patentexperte im Ordnance Departement des Kriegsministerium der Vereinigten Staaten angestellt. Kessenich stieg auf und wurde Leiter der Patentabteilung.

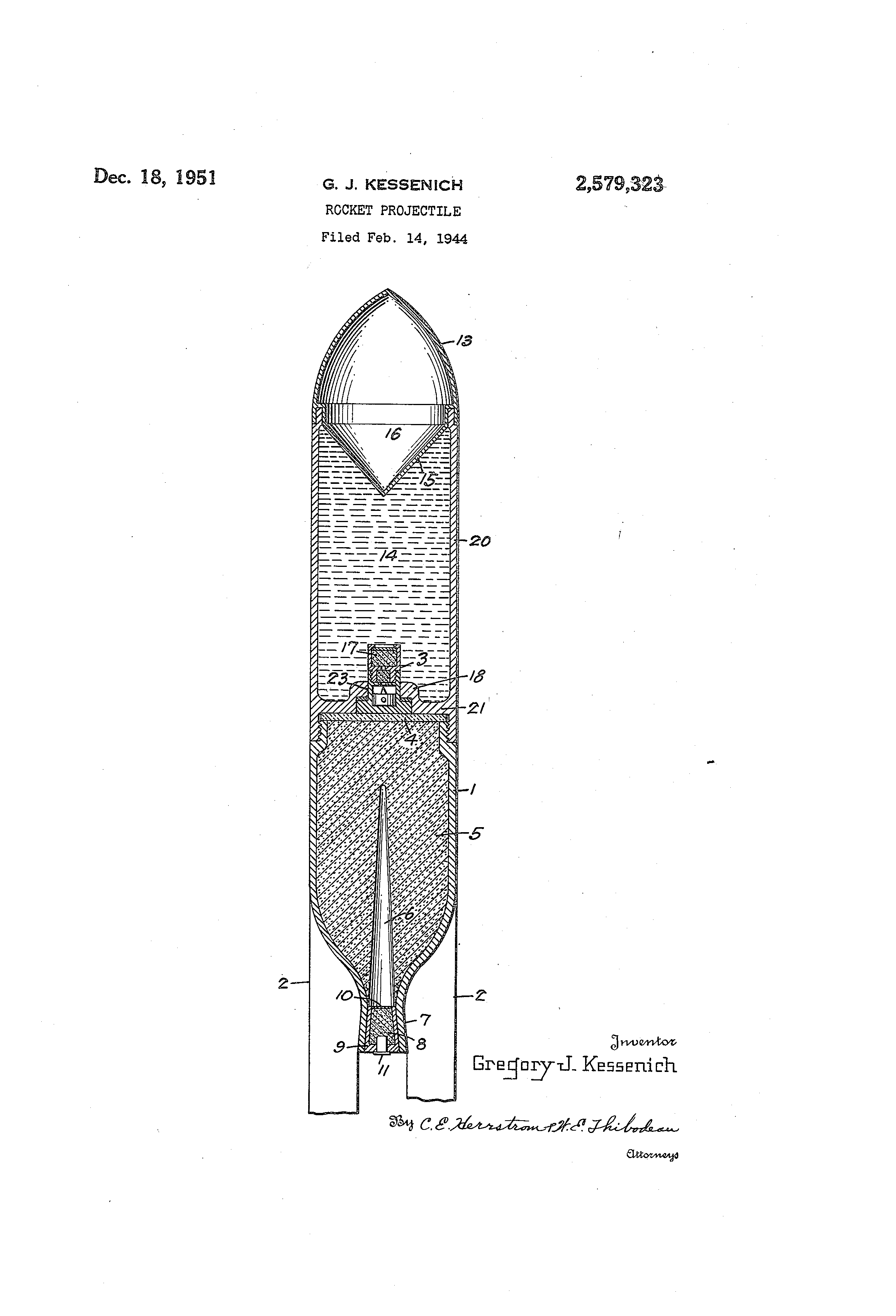
Raketenangebriebenes Projektil mit Hohlladungssprengkopf

Während des Zweiten Weltkriegs, Anfang 1941, entwickelte die US-Army die M10, eine Gewehrgranate mit Hohlladungssprengkopf zum Zwecke der Panzerabwehr. Diese war jedoch so schwer, dass der Rückstoß das Gewehr beschädigte und den Schützen gefährdete. Deshalb sollte die M10 von einem noch zu entwickelnden Ladungswerfer abgefeuert werden können. Die Ladungswerfer vorschossen die Granaten jedoch im Steilfeuer, was zu einer ungenügenden Treffgenauigkeit auf Punktziele führte.
Kessenich kannte seit Dezember 1940 die Arbeit von Leslie Skinner, welcher tragbare Raketenwaffen im Auftrag des US-Militär entwickelte. Da der Rakete ein wirksamer Sprengkopf fehlte, war das Interesse des US-Militärs zunächst gering. Kessenich kombinierte beide Konzepte: hätte die Granate einen Raketenmotor, dann wäre der starke Rückstoß wie auch die steile Flugbahn eliminiert. Anfang August 1941 präsentierte Kessenich seine Pläne Colonel Wiley T. Moore, welcher die Entwicklung der leichten Waffen verantwortete. Moore erkannte das Potential dieser Kombination. Kessenichs Zeichnungen sowie Informationen über Hohlladungen wurden an Leslie Skinner, welcher gerade Raketen für das US-Militär entwickelte, übermittelt. Dieses geschah, bevor Kessenich ein Patent einreichte. Weil das Bazooka-Projekt daraufhin als geheim eingestuft wurde, wurde Kessenich die Patentierung verweigert. Als Zivilbeschäftigter hätte er unter Umständen ein Recht auf Lizenzforderungen auf das Patent. Am 14. Februar 1944 durfte er das Patent unter der Nummer US2579323 anmelden, welches er erst 1951 erhielt. Kessenich setzte sich mit der US-Army über eine Lizenz auseinander, aber nach zwei Jahren scheiterten die Gespräche, da die US-Army nicht bereit war, die Ansprüche anzuerkennen. Wegen gesundheitlichen Problemen wurde Kessenich 1954 in Ruhestand versetzt. Im März 1955 wendete er sich an den Court of Claims, doch dieser lehnte die Anfrage ab und folgte der Argumentation der US-Army. Kessenich verzichtete auf Rechtsmittel zur Geltendmachung seiner Ansprüche, denn ihm fehlten die finanziellen Mittel, außerdem war seine Gesundheit angegriffen. Senator Everett Dirksen setzte sich für Kessenich ein und erwirkte 1960 einen Senatsbeschluss zur Zahlung von $100.000 an Erben des zwischenzeitlich verstorbenen Kessenichs. In einem Kongressbeschluss von 1963 wurde weiter entschieden, dass in diesem Fall keine Steuer auf den Betrag zu entrichten ist.